# Yagan
Yagan (okolo 1795 – 11. července 1833) byl austrálský bojovník. Pocházel z kmene Noongarů obývajícího jihozápadní část kontinentu a jeho otcem byl náčelník Midgegooroo. V roce 1829 na pobřeží založili Britové Swan River Colony. Zpočátku byly vztahy obou etnik přátelské, ale brzy začaly spory: osadníci zabírali půdu a zřizovali na ní farmy, ale původní obyvatelé jako kočovní sběrači jejich soukromý majetek odmítali respektovat. V prosinci 1831 sbírala skupina domorodců brambory na poli Archibalda Butlera, jeho lidé se je snažili zahnat střelbou a zabili jednoho z Yaganových příbuzných. Krátce nato Yagan se svými lidmi vtrhl na statek a ubil jednoho z osadníků: tato odplata byla v souladu s právním cítěním domorodců, ale podle evropských zákonů šlo o vraždu. Následovaly další konflikty, v červnu 1832 zabil Yagan zemědělského dělníka Williama Gaze. V říjnu téhož roku byl Yagan polapen a uvězněn ve Fremantle. Zastal se ho jeden z kolonistů Robert Menli Lyon, který ho přirovnal k Williamu Wallaceovi a dosáhl toho, že navrhovaný trest smrti byl Yaganovi zmírněn na vyhnanství na ostrově Carnac Island. Zde se Lyon snažil Yagana a jeho druhy naučit anglicky a obrátit je na křesťanství, aby se mohli začlenit do civilizované společnosti, zajatci však po šesti týdnech uprchli na ukradené loďce. V dubnu 1833 byl při krádeži mouky z obchodu ve Fremantle zastřelen Yaganův bratr, jako odvetu zabila tlupa Noongarů nedaleko Bull Creek dva formany. Poté byla na Yaganovu hlavu vypsána odměna třicet liber; 11. července jej zastřelil mladý pastevec William Keates, kterého za tento čin krátce nato domorodci ubodali oštěpy. Yaganova hlava byla useknuta, vyuzena a předváděna na veřejnosti, v září 1833 byla jako antropologická zvláštnost převezena do Londýna. Později se dostala do depozitáře World Museum v Liverpoolu, v roce 1964 ji vedení muzea kvůli špatnému stavu nechalo zakopat na evertonském hřbitově. Aboriginští aktivisté, považující Yagana za hrdinu, který bránil svůj lid před vetřelci, dosáhli opakovanými protesty toho, že v roce 1997 byla Yaganova hlava vyzvednuta a převezena do Austrálie. Dne 10. července 2010 byla hlava při domorodém smutečním obřadu pohřbena na perthském předměstí Belhus, kde byl zřízen Yagan Memorial Park. Na ostrově Herrison Island byla také vztyčena Yaganova socha od Roberta Hitchcocka, historička Mary Duracková napsala Yaganův životopis.